# پیروز (اسپهبد)
پیروز (به پارسی میانه: 𐭯𐭩𐭫𐭥𐭰؛ نویسه‌گردانی به انگلیسی: pērōz؛ نویسه‌گردانی به فارسی: پیروئوزَت) یک اسپهبد ارتش ساسانی در برابر نیروهای بیزانسی به رهبری بلیساریوس در نبرد دارا (۵۳۰) بود.

## زندگی
به گفته تاریخ‌دان بیزانسی پروکوپیوس، لقب او پیروز «مهرانی» بود. مهرانی احتمالاً به تبارگیری او از خاندان مهران، یکی از هفت خاندان نجیب‌زاده ایران، اشاره می‌کند. او پس از شکست در نبرد دارا در برابر شاهنشاه قباد یکم احساس سیه‌رویی کرد. اطلاعات دیگری از زندگی وی موجود نیست. او ممکن است همان مهرانی باشد که به گفته پروکوپیوس سعی به محاصره دارا در زمان جنگ آناستازی کرده‌است.